# Semi-live
Semi-live er en metode til at spille rollespil, som er bordrollespil tilnærmet til liverollespil. Metoden opstod omkring 1998 i rollespilsmiljøet omkring Fastaval.[kilde mangler]
Semi-live udøves som korte eller længere udspillede perioder, hvor bordrollespillerene agerer fysisk som om de var deres rolle – som om det var liverollespil, dog uden udklædning.
Et eksempel er, at hvis en rolle bliver meget sur, kan dennes spiller liverollespille dette ved at skælde ud, rejse sig fra bordet, gå og smække hårdt med døren til lokalet. Traditionelt ville dette i bordrollespil udspilles ved at spilleren sagde "Min rolle skælder ud, rejser sig og smækker med døren!".